# Lymphome primitif des séreuses
Le lymphome primitif des séreuses (LPS) est un type rare de lymphome diffus à grandes cellules B (LDGCB) associé au virus HHV-8. Il affecte principalement des personnes dont le système immunitaire est affaibli, comme les personnes atteintes du SIDA, et se manifeste par un épanchement dans une ou plusieurs cavités séreuses, généralement sans masse tumorale ni adénopathie. Il est souvent associé à une maladie de Kaposi.
Les cellules tumorales sont de grande taille. On observe un immunophénotype CD45-positif avec généralement expression de marqueurs d’activation CD30, CD38, CD71 ou HLA-DR. On retrouve le génome du virus HHV-8 avec un grand nombre de copies par cellule. Les cellules tumorales sont fréquemment infectées par le virus d'Epstein-Barr sous forme monoclonale. 